# Ziegelstadel (Sulzemoos)
Ziegelstadel ist ein Gemeindeteil von Sulzemoos im oberbayerischen Landkreis Dachau.

## Lage
Der Weiler liegt knapp einen Kilometer südwestlich der Ortsmitte von Sulzemoos. Zur Anschlussstelle Sulzemoos der A 8 beträgt die Entfernung ebenfalls rund einen Kilometer. Der Ort gehörte bereits vor der Gebietsreform in Bayern zur Gemeinde Sulzemoos.